# Алонсо Фернандес де Авельянеда
Алонсо Фернандес де Авельянеда (ісп. Alonso Fernández de Avellaneda) — псевдонім автора уявного «продовження» роману Сервантеса «Дон Кіхот», виданого в Таррагоні в 1614 році під назвою «Друга частина хитромудрого ідальго Дон Кіхота з Ламанчі», в літературознавстві іменується також, як «Дон Кіхот з Авельянеда»). Особистість автора, який ховався під цим псевдонімом, не встановлена, хоча висловлювалися численні здогади на цей рахунок.

## Публікація підробки і реакція в суспільстві

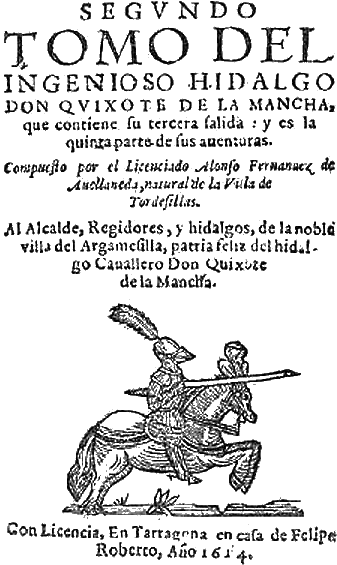
Титульний аркуш книги Авельянеди.

Книга була надрукована в Таррагоні у 1614 році книгопродавцем Феліпе Роберто і вийшла під назвою: «Друга частина хитромудрого ідальго Дон Кіхота з Ламанчі, що містить розповідь про його третій виїзд і складена вона ліценціатом Алонсо Фернандесом де Авельянеда з міста Тордесильяса».

Поява «сіквела» викликала гнів Сервантеса, і в 1615 році він випустив у світ власну другу частину «Дон Кіхота», в останній главі якій дав гнівну одповідь Авельянеда: 
 Для мене одного народився Дон Кіхот, а я народився для нього; йому судилося діяти, мені — описувати; ми з ним складаємо надзвичайно дружну пару — на зло і на заздрість брехливому Тордесільяському писаці, який наважився (а може статися, наважиться і надалі) грубим своїм і погано загостреним страусиних пером описати подвиги доблесного мого лицаря, бо ця праця йому не по плечу і не його закляклого розуму це справа; — Мігель де Сервантес Сааведра. Хитромудрий ідальго Дон Кіхот Ламанчський. Частина 2, глава LXXIV
Незважаючи на вихід у світ другої частини «Дон Кіхота» самого Сервантеса, твір Авельянеди деякий час викликав до себе інтерес. Зокрема, французький письменник і перекладач Ален-Рене Лесаж переклав роман Авельянеди на французьку та в 1704 році видав його в Парижі під назвою Нові пригоди хитромудрого Дон Кіхота з Ламанчі (фр. Nouvelles Avantures de l'Admirable Don Quichotte de la Manche, composées par le licencié Alonso Fernández de Avellaneda).
Літературні гідності книги Авельянеди протягом століть були предметом дискусій для літературознавців і критиків. Зокрема, у XVIII столітті іспанський критик Блас Назарре заявляв, що текст Авельянеди за своїми художніми якостями перевершує тексти Сервантеса.
Деякі дослідники творчості Сервантеса вважають, що сам письменник не припускав створення другої частини знаменитого роману, і лише поява книги Авельянеди стала для Сервантеса винятковим стимулом для написання другої частини «Дон Кіхота».